# Tetramorium mexicanum
Tetramorium mexicanum är en myrart som beskrevs av Bolton 1979. Tetramorium mexicanum ingår i släktet Tetramorium och familjen myror. Inga underarter finns listade i Catalogue of Life.